# Kontula (metropolitana di Helsinki)
Kontula (in finlandese: Kontulan metroasema; in svedese: Metrostationen Gårdsbacka) è una stazione di superficie del ramo nord (Itäkeskus - Mellunmäki) della Metropolitana di Helsinki. Serve il quartiere di Kontula, situato a Helsinki Est.
La fermata fu inaugurata il 21 ottobre 1986, e fu disegnata dallo studio di architettura Toivo Karhunen Oy. Si trova a circa 1.371 metri da Myllypuro, e a 1.644 metri da Mellunmäki.

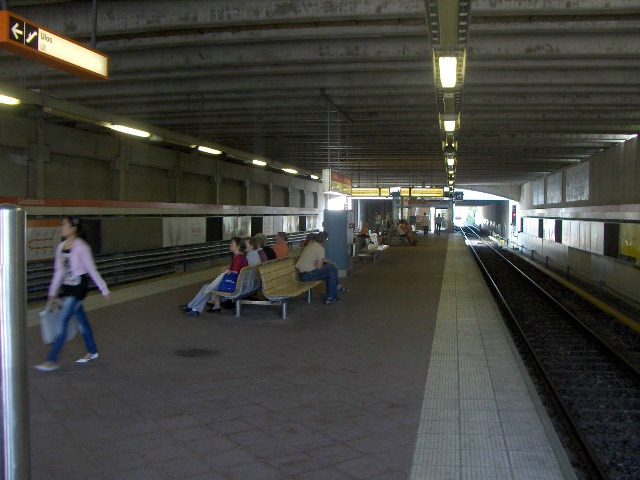
Banchina di Kontula
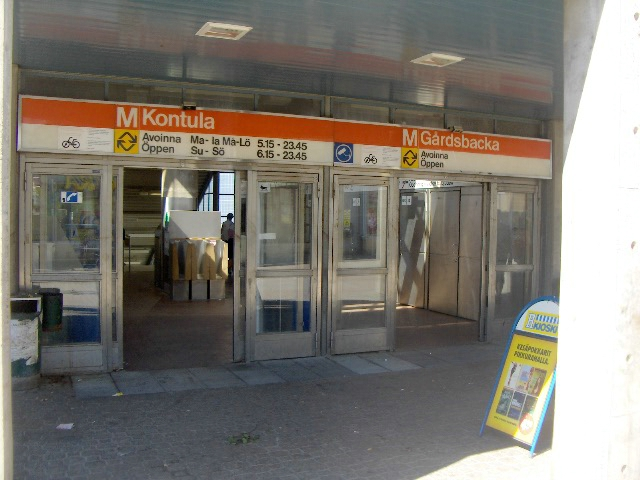
Ingresso della stazione